# Holland kísérlet Brazília gyarmatosítására
A hollandok 1600-ban hozták létre első telepeiket az Amazonas deltájában, majd ezekből kiindulva próbáltak önálló gyarmatbirodalmat kiépíteni Dél-Amerikában. Hamarosan konfliktusba keveredtek a környékre egy kerek évszázaddal korábban megérkezett portugálokkal. A portugál-spanyol perszonálunió idején a spanyol uralkodók kevéssé törődtek Brazíliával, és a hollandok gyakorlatilag a teljes tengerparti sávot elfoglalva megalapították ott Új Hollandiát. Portugália függetlenedése (1640) után felerősödött a portugál telepesek függetlenségi mozgalma, és az anyaország segítségével kiűzték a hollandokat; Brazília ezzel véglegesen portugál gyarmattá vált.

## Első szakasz: holland telepek az Amazonas deltájában
Ioannes De Laet számol be arról, hogy 1600-ban Zeeland tartományból érkezett telepesek fából két erődöt (Fort Nassau és Fort Oranije) emeltek a Xingu folyó jobb partján. 1616-ban egy újabb, Pieter Adriaenszoon Ita vezette, 150 fős zeelandi expedíció érkezett a környékre. Ők a Ginipape folyó torkolatvidékén, egy félszigetre építették erődjüket — ez a telep hat évig maradt fenn. A történészek szerint a 17. század első két évtizedében további telepeknek is kellett lenniük: a hollandok megvetették a lábukat Dél-Amerikában, és intenzív kereskedelembe kezdtek az indiánokkal.

## Második szakasz: Az első kísérlet
A Holland Nyugat-Indiai Társaság (WIC) megalapítása (1621) után a hollandok tervbe vették a partvidék legfontosabb portugál települése, Salvador da Bahía de Todos os Santos meghódítását. 1623 decemberében 26 hajót indítottak útnak 450 ágyúval és 3300 emberrel. Az expedíciót Jacob Willekens admirális vezette, a szárazföldi erők parancsnoka Jan Van Dorth volt. Csapatai 1624. május 9-én reggel szálltak partra Salvadortól néhány kilométernyire, és másnap reggel bevonultak a városba. Diogo de Mendonça portugál kormányzó harc nélkül megadta magát.
Ez a hódítás rövid életűnek bizonyult. 1625 tavaszán egy 52 hajóból álló portugál flotta jelent meg Salvador vizein 1185 ágyúval és 12 566 emberrel. 1625. április 24-én a portugálok benyomultak a városba, és másnap a demoralizált holland helyőrség megadta magát.

## Harmadik szakasz: Új Hollandia
A második, az előzőnél lényegesen komolyabb és jobban előkészített katonai akciót a hollandok 1629 nyarán indították. Első célpontnak Pernambucót, a cukorgyártás központját választották. A 67 hajót, 1170 ágyút és 7000 embert felvonultató holland flotta parancsnoka Hendrick Corneliszoon Lonck volt. 1630. február 15-én elfoglalták Pernambucót, másnap este Olindát, majd március 3-ra még Recifét és Antonio Vaz szigetét is. Március 14-ére a hódítók már ki is építették saját közigazgatásukat; a meghódított területet Új Hollandiának (Nieuw Holland) nevezték el. Mathias de Albuquerque kormányzót azonban nem tudták elfogni, és ő hozzálátott az ellenállás szervezéséhez. A portugálok több, arraialnak nevezett erődített tábort építettek Recife körül — ezek legfontosabbikát, az Arraial do Bom Jesust alig öt kilométerre a várostól.
1631 májusában a hollandok egy kis, Itamaracá előtti szigeten erődöt építettek. Az erődnek, amibe 366 fős helyőrséget telepítettek, a szokásos Oranje nevet adták, és parancsnokává a lengyel Crestofle d Artischau Arciszewski, kapitányt nevezték ki. További erődöket is szerettek volna építeni, de a szaporodó portugál rajtaütések miatt ezt el kellett halasztaniuk.
1631 novemberében a hollandok kivonták erőiket Olindából, és helyette megpróbálták elfoglalni a Fort Cabedello erődöt (Paraíbában), továbbá Rio Grande, Rio Formoso és Cabo de Santo Agostinho településeket, a portugálok azonban sorra megfutamították a támadókat. A háború menetében döntő fordulatot hozott, hogy 1632. április 20-án a félvér portugál Domingo Fernandes Calabar átállt a hollandokhoz. A Porto Calvóban született férfi helyismerete jóval hatékonyabbá tette a támadók hadmozdulatait. Ennek első jeleként 1632. május 1-jén a hollandok elfoglalták az Itamaracá szigetéhez közel épült Igaraçu városkát. 1633 februárjában bevették Rio Formoso erődjét, márciusban pedig az Afogados „arraialt”, aminek helyén felépítették saját erődjüket. 1633 júniusában elfoglalták az Itamaracá szigetet, és ott telepet alapítottak. 1633 decemberében Mathijs Janssen van Ceulen bevette a Rio Grande torkolatában épült Fort of Reis Magos erődöt, amit ezek után Fort Ceulennek neveztek.
1634 márciusában a hollandok hídfőt építettek ki Cabo Santo Agostinho közelében. Rövid ostrom után Fort Cabedello védői 1634. december 19-én megadták magukat, és erődje után pár nappal Paraíba városa is elesett. Ezzel a hollandok uralmuk alá hajtották a teljes partvidéket Cabo de Santo Agostinhótól Rio Grandéig, majd 1635 márciusában elfoglalták Porto Calvót.
Az arraial do Bom Jesus három hónapos ostrom után, 1635. június 8-án esett el, majd egy hónap múlva követte a Cabo de Santo Agostinho melletti Nazaré erőd is. A portugál kormányzó 7000 emberével délnek menekült, de útjukat elzárta Porto Calvo erődje, amit ötszáz holland védett. A portugálok szorult helyzetükben megrohanták az erődöt, és a védők rövid ostrom után megadták magukat. A helyőrséggel együtt a portugálok elfogták, majd kivégezték az áruló Domingo Fernandes Calabart, akinek halála súlyos csapás volt a holland törekvésekre. A portugálok 1635. július 22-én kiürítették Porto Calvo erődjét, ahová két nap múlva ismét bevonultak a hollandok.

## A gyarmat igazgatása
A Holland Nyugat-Indiai Társaság vezetői az első időszakban (1630–1632) a még kis gyarmat élére kormányzót állítottak. Két év után a kormányzót helytartó tanáccsal váltották fel.
Új Hollandia kormányzói:
- Hendrik Corneliszoon Loncq 1630. február 16. – 1630. május 5.
- Diederik van Waerdenburch 1630. május 5. – 1632

Új Hollandia helytartó tanácsai:
- 1632 – 1634. szeptember 1.
  - Mathias Jansen van Ceulen
  - Johann Gijsselingh
  - Johannes de Bruyne
  - Horatius Calandrini
  - Pouwels Zerooskercke
- 1634. szeptember 1. – 1637. január 23.
  - Sigismund van Schkoppe
  - Crestofle d'Artischau Arciszewski (1656-ig)
  - Willem Schotte
  - Jacob Stachouwer
  - Ippo Eyssens († 1636)
  - Balthazar Wijntges
  - Servaes Carpentier (1636-tól)
- 1637. január 23. – 1644. május 6.: Nassaui János Móric (Johan Maurits van Nassau-Siegen) helytartó
  - Mathias Jansen van Ceulen
  - Johann Gijsselingh
  - Adriaen Jacobszoon van der Dussen († 1642)
- 1644. május 6. – 1645. november 18.
  - Hendrik Hamel
  - Pieter Jansen Bas (1644-től)
  - Dirk Kodd van der Burgh († 1644)
  - Adriaan Bullestrate

1645. november 18. – 1654. január 28. Walter van Schonenborch helytartó
- - Michiel van Goch (1653-ig)
  - Simon van Beaumont (1649-ig)
  - Abraham Trouwels († 1646)
  - Hendrik Haecxs

### Nassaui János Móric helytartósága (1637–1644)
1636 elején a portugálok 2500 fő erősítést kaptak az anyaországból, és magukhoz ragadták a hadászati kezdeményezést. Ismét felvonultak Porto Calvo ellen, és közeledtük hírére Sigismund von Schoppe alezredes kiürítette a várost. Az elfoglalt erődből a portugálok sorozatos rajtaütésekkel zaklatták a Pernambucóban berendezkedett és ebben a helyzetben jóformán védtelenül maradt hollandokat. A Holland Nyugat-Indiai Társaság vezetői ekkor úgy döntöttek, hogy széles hatáskörrel ruházzák fel a helytartó tanács elnökét, és a posztot egy erélyes férfiúra bízzák. A tisztségre János Móric nassau-siegeni grófot szemelték ki, és ő egészen kiváló választásnak bizonyult.
A gróf 1636. október 25-én hagyta el Hollandiát és 1637. január 23-án érkezett meg Recifébe. Nem vesztegette az idejét: 3000 katonából, 1000 tengerészből és 1000 indiánból álló seregével már február 18-án elkezdte Porto Calvo ostromát. A védőket a portugál szolgálatba állt nápolyi kalandor, Bagnuoli gróf vezette. Két hetes ostrom után az erőd elesett. A hollandok ezután még kifosztották Penedo városkát, majd a Szent Ferenc folyó torkolatától mintegy 30 kilométerre új erődöt építettek, amit a kormányzóról Fort Mauritsnak neveztek el.
A meghódított ültetvények műveléséhez rabszolgákra volt szükség. Ezek beszerzéséhez a hollandok már 1612-ben emeltek egy kisebb erődöt Mourinál, de az Aranypartot továbbra is a portugálok uralták. Ők már 1482-ben megépítették ott a nagy São Jorge da Mina erődöt (amit a hollandok Elminának neveztek), és az hamarosan a rabszolgakereskedelem központjává vált.
A rabszolgautánpótlást biztosítandó János Móric áthajózott az óceánon, és lerohanta São Jorge da Mina erődjét, az Aranypart kulcsát. Az erőd védői 1637. augusztus 28-án megadták magukat. Ugyanez év novemberében Sigismund von Schoppe csapatai Sergipe del Rey ellen vonultak, és Bagnuoli gróf elmenekült előlük. 1637 decemberében a hollandok még elfoglalták Fortalezát, Ceará tartomány fővárosát is. Ezzel már a brazil tartományok fele holland kézre került; a portugálok már csak a főváros Salvador környékét és a déli tartományokat tartották szilárdan.
A holland csapatok (3600 holland katona és 1000 indián) 1638. április 8-án érkeztek Salvador alá. Partraszálltak a város előtt, de hamarosan kiderült, hogy a védők többen vannak, mint a támadók. János Móric ennek ellenére május 17-én és 18-án is megpróbálkozott egy-egy rohammal, de mindkétszer visszaverték, bár már közel állt a sikerhez. A vereség után a hollandok feladták az ostromot, és május 25–26-án kiürítették a hídfőt. Egyértelművé vált, hogy amíg a portugálok meg tudják tartani Salvadort, a hollandok nem érezhetik magukat biztonságban Brazíliában.
1640-ben a portugálok felkeltek a spanyol uralom ellen, helyreállították országuk függetlenségét, és IV. János néven János bragânçai herceget választották királyukká. Amikor János Móric hírül vette az új fejleményeket, örömünnepet rendelt el, majd folytatta a hódító hadmozdulatokat. 1641-ben a hollandok újra elfoglalták az 1637-ben feladott São Cristovãót, majd még ugyanazon év novemberében São Luis do Maranhãót is. Közben a Holland Nyugat-Indiai Társaság kiküldött egy flottát Afrikába is, hogy foglalja el a portugál kézen lévő kulcsfontosságú gyarmatokat: São Tomét és Angolát. A 21 hajóból álló flotta parancsnoka Jol admirális, a 3000 katonáé Henderson ezredes lett. Az expedíciós erők 1641. augusztus 23-án vetettek horgonyt Luanda előtt, és három nappal később már el is foglalták a várost, mint ahogy nem sokkal később Benguelát is. Október 16-án elfoglalták São Tomé szigetét, majd még ugyanebben a hónapban Annobónt is. Az Aranypart utolsó portugál erődje, Fort Axim 1642 februárjában esett el; ezzel a hadművelettel a Holland Nyugat-Indiai Társaság megkaparintotta Afrika teljes nyugati partvidékét a legjobb rabszolgapiacokkal.
János Móricnak már kormányzósága kezdetén őszintén megtetszett Brazília, amit mindig gyönyörű vidékként emlegetett. Igyekezett minél inkább a moradoroknak nevezett portugál ültetvényesek kedvében járni, megtűrte a katolikus papokat. Kialakította a gyarmat önkormányzatának rendszerét választott városi és falusi képviselőtestületekkel. Jelentősen fejlesztette a gyarmatot, aminek fővárosában, Recifében utakat, utcákat és hidakat építtetett. A városhoz közeli Antonio Vaz szigeten új várost alapított — ez Mauritsstad, illetve Mauricia néven ismert. Két nagyvárosban (Boa Vistában, illetve Vrijburgban) felállíttatta az amerikai kontinens első csillagászati obszervatóriumát, illetve meteorológiai megfigyelő állomását. Kiegészítésképpen állat- és növénykertet alapított; tipikus mecénásként viselkedett. Hívására több neves művész:
- Frans Post,
- Albert Eckhout stb.

és tudós:
- Willem Piso,
- Georg Marcgraf stb.

költözött át az anyaországból Új Hollandiába.
A lakosokat két kategóriába osztották. Az egyik csoportba (dienaaren) a WIC tisztségviselőit, katonáit, minisztereit sorolták, a másikba (vrijburghers avagy vrijluiden) pedig a polgári lakosságot (telepeseket, kereskedőket, iparosokat, kocsmárosokat stb.). A polgárok között sok volt a leszerelt katona, aki szolgálati idejének letöltése után a gyarmaton házasodott meg és telepedett le. Mások az anyaországból vándoroltak ki, hogy Új Hollandiában kezdjenek új életet. A települések gazdasági életének pillérei a szabad polgárok és a kereskedők voltak: ők tartották kézben az áruforgalom nagy többségét. Mindezek ellenére a brazíliai holland polgárság nem fejlődött a WIC szükségleteinek megfelelően. A gyarmaton egy virágzó zsidó közösség is megtelepedett, létszámuk 1644-re elérte az 1450 főt, de a vrijburgherek száma velük együtt is csak mintegy 3000-re tehető. A holland hatalom Brazíliában felszínes maradt, a WIC gyarmatosító, betelepítő kísérlete pedig sikertelen. A telepesek nagy többsége továbbra is portugál morador volt: más nyelvet beszéltek, más vallást követtek, és égett bennük a vágy, hogy felkeljenek az eretnekek uralma ellen. Az első ilyen felkelés 1642 októberében, Maranhão tartományban tört ki, és egy év hadakozás után a holland csapatokat kivonták a körzetből.
1642 áprilisában a WIC vezetői tájékoztatták Nassaui János Móricot arról, hogy megbízatása 1643 tavaszán lejár, és felszólították, hogy utána térjen haza. A kormányzó egyáltalán nem örült ennek a döntésnek, és hivatalát többszöri halasztás után csak 1644 májusában adta át.
Eközben a cukor ára a korábbi töredékére esett az amszterdami árutőzsdén, amitől a Holland Nyugat-Indiai Társaság (és vele egész Új-Hollandia komoly gondba került.

## Negyedik szakasz: a portugál uralom helyreállítása
Nassaui János Móric távozása után a WIC képtelennek bizonyult a gyarmat ellenőrzésére. A portugál ültetvényesek tömegesen keltek fel a holland uralom ellen, és az elvesztett tabocasi csata (1645. augusztus 3.) után a hollandok defenzívába szorultak; a „várzea” a portugálok kezébe került. Egymás adták meg magukat a holland helyőrségek:
- Serinhaem (1645. augusztus 6.),
- Pontal de Nazaré (1645. augusztus 13.),
- Cabo de Santo Agostinho (1645. augusztus 13.).

1645. szeptember 2-án a moradorok Paraibában is felkeltek a hollandok ellen: szeptember 17-én a védők feladták Porto Calvo erődjét, 18-án pedig a Szent Ferenc folyónál épült Fort Mauritsot is.
A pernambucói felkelést (1645–54) João Fernandes Vieira vezette.
Szeptember 22-én Sergipe del Rey lakossága kelt fel a holland uralom ellen; a felkelők az év végére a meghódított területek többségét felszabadították. Holland kézen csak Recife és közvetlen környéke maradt, valamint:
- Cabedello erőd (Paraibá tartományban),
- Ceulen erőd (Rio Grande do Norte tartományban) és két sziget:
- Itamaracá és
- Fernando de Noronha.

A portugálok 1645 augusztusában láttak Recife ostromához, a védők pedig sorra lerombolták a Nassaui János Móric által emelt palotákat, kivágták az általa kialakított parkok fáit, hogy jobb kilövést biztosítsanak csapataiknak. Az ostromlott fővárosban mintegy 8000 holland szorult össze, de a társaság hajói a következő év júniusában, júliusában és augusztusában sokat evakuáltak közülük. 1646 novemberében a hollandok visszafoglalták Fort Mauritsot, de a következő év áprilisában kiürítették az erődöt.
1647 februárjában egy 26 hajót és 2400 embert számláló holland expedíciós erő elfoglalta a Todos os Santos öbölben Itaparica szigetét — ez volt a hollandok "végső csapása". Portugália egy 15 hajóból álló flottát küldött át az óceánon 3800 emberrel. A flotta parancsnoka Villa–Pouca de Aguiar grófja, Antonio Telles de Menezes lett, akit egyúttal Brazília kormányzójává is kineveztek. 1647. október 18-án hagyták el a hazai partokat. November 7-én Lisszabonból útnak indult még egy 7 hajóból álló, kisebb raj is 600 emberrel. Ezt a flottát Salvador Correia de Sá e Benavides vezette, és végső céljuk Luanda visszafoglalása volt. December 13-án a hollandok kiürítették Itaparicát.
Karácsony másnapján a hollandok is útnak indították az anyaországból a maguk hajóhadát, Witte de With admirális parancsnoksága alatt. A holland flotta 1648 márciusában futott be Recife kikötőjébe. Az 1648. április 17-ről 18-ra virradó éjjel a német Sigismund von Schoppe ezredes 5000 emberével megtámadta a várzeában összevont portugál erőket, és részleges sikert ért el. A portugálok azonban április 19-én (mindössze 2200 emberrel) ellentámadásba lendültek, és a Guararapes domboknál elsöprő győzelmet arattak (500 holland halott, 556 sebesült). Nem sokkal ezután visszahódították Olindát.
A felkelők másodszor is hozzáláttak Recife ostromához. Ezzel párhuzamosan 1648. május 12-és Salvador Correia de Sá 15 hajóval és 2000 emberrel elindult Rio de Janeiróból, hogy visszafoglalja Luandát — ez augusztus 24-én sikerült is neki. Az év végére a hollandoknak összesen mintegy 6000 európai 600 indián katonája maradt Brazíliában. 1649. február 18-án egy 3500 fős holland különítmény elfoglalta a Guararapes dombságot. A portugálok 2600 katonát küldtek ellenük Francisco Barreto parancsnoksága alatt, és február 19-én elsöprő győzelmet arattak: 957 halott holland maradt a csatatéren. A hollandok 1649 áprilisában Mathias Beck parancsnoksága alatt egy expedíciós különítményt küldtek Cearába (ezt a várost még 1643 végén elhagyták), és ott egy új, Schonenburgh névre keresztelt erődöt építettek. 1650 februárjában a portugálok szorosabbra vonták Recife körül az ostromgyűrűt. A helyzet kritikusra fordult, a 3000 fős helyőrség demoralizálódott. A városban mintegy 8000 civil zsúfolódott össze; közülük 3400 volt vrijburgher, 600 zsidó, mintegy 3–4000 pedig indián vagy néger. Az élelmiszer fogytán volt. Új Hollandiában összesen mintegy 4000 holland katona maradt, ebbe a számba beleértve Paraìba és Rio Grande do Norte helyőrségeit is. 1653 december 20-án egy 77 hajóból álló portugál flotta érkezett Recife alá. Eddigre a város készleteit sikerült ugyan feltölteni, de a helyőrség harckészsége a mélypontra süllyedt. 1654. január 22-én a hollandok tárgyalásokat kezdeményeztek a megadás feltételeiről, és január 26-án letették a fegyvert. A fegyverszüneti megállapodásban nemcsak Reciféről mondtak le, de minden más brazíliai hódításukról (Paraìbáról, Cearáról, Rio Grande do Nortéről, Itamaracáról, Fernando de Noronháról) is. A portugálok 1654. január 28-án diadalmenetben vonultak be Recifébe: a Nyugat-Indiai Társaság egyszer s mindenkorra elvesztette Új Hollandiát.

## A holland uralom időtartama
Ezek a fontosabb városok az alábbi időszakban tartoztak Új Hollandiához:
- Salvador 1624. május 10. – 1625. április 30;
- Olinda 1630. február 16. – 1648. november 16.(?);
- Recife 1630. március 3. – 1654. január 26.;
- Itamaraca 1633. június – 1654;
- Paraiba 1634. december – 1654;
- Sergipe de Rei 1637. november – 1637. december, 1641 – 1645. szeptember;
- San Luis do Maranhao 1641. november – 1643;
- Fort Reis Magos/Fort Ceulen 1633. december – 1654;
- Fort Cabedello 1634. december 19. – 1654;
- Penedo Mar 1637 – 1645. szeptember 18., 1646. november – 1647. április;
- Porto Calvo Mar 1635 – 1635. július, 1635. július 24. – 1636. január, 1637. március – 1645. szeptember 17.;
- Itaparica 1647. február – 1647. december 14.